# Jiří Hanzl
Jiří Hanzl, češki rokometaš, * 4. avgust 1951.
Leta 1976 je na poletnih olimpijskih igrah v Montrealu v sestavi češkoslovaške rokometne reprezentance osvojil sedmo mesto.